# Gotthilf Traugott Zachariae
Gotthilf Traugott Zachariae, auch: Gotthelf Traugott Zachariä (* 17. November 1729 in Tauchardt; † 7. Februar 1777 in Kiel) war ein deutscher evangelisch-lutherischer Theologe und Hochschullehrer.

## Leben
Gotthilf Traugott Zachariae wurde als Sohn des evangelischen Pfarrers und späteren Superintendenten von Parchim Carl Heinrich Zachariä (* Crossen; † 15. Oktober 1782) geboren und erhielt den ersten Unterricht vom Vater. In der griechischen und hebräischen Sprache machte er so rasche Fortschritte, dass er schon in seiner Jugend das Alte und Neue Testament in der Ursprache lesen konnte. So setzte er sich mit den Werken der besten Kirchenhistoriker und Profanschriftsteller auseinander. Auch mit der französischen Sprache und mit der Mathematik beschäftigte er sich und gelangte im elterlichen Hause zur Kenntnis der philosophischen und theologischen Wissenschaften. 1747 begann er an der Universität Königsberg ein Studium der Theologie. Dort waren Franz Albert Schultz, Georg David Kypke, Daniel Heinrich Arnoldt, Daniel Salthenius und Johann Heinrich Daniel Moldenhawer seine Lehrer auf dem Gebiet der theologischen Wissenschaften.
Philosophie und Mathematik hörte er bei Christoph Langhansen, Physik bei Johann Gottfried Teske. Seine Kenntnisse in den orientalischen Sprachen, besonders der chaldäischen und syrischen Sprache, wurden durch Kypke weiterentwickelt. Nach zwei Jahren entschloss sich Zachariä, an die Universität Jena zu gehen. Aber er blieb auf der Reise dorthin 1749 an der Universität Halle hängen. An der dortigen theologischen Fakultät besuchte er die Vorlesungen von Johann Georg Knapp, Christian Benedikt Michaelis und Johann Heinrich Callenberg. Am entschiedensten hatte jedoch Siegmund Jakob Baumgarten, in dessen Haus er wohnte, auf seine Entwicklung eingewirkt. Dessen umfangreiche Bibliothek konnte er für mehrere literarische Schriften nutzen, die von 1750 bis 1753 als Aufsätze in Baumgartens Nachrichten von einer Hallischen Bibliothek und dessen Nachrichten von merkwürdigen Büchern erschienen.
1752 erwarb er in Halle den akademischen Grad eines Magisters der Philosophie und wurde 1753 Adjunkt an der philosophischen Fakultät der Hallenser Alma Mater. Als Dozent hielt er Vorlesungen über Philosophie, Mathematik und hebräische Sprache. Zugleich hielt er exegetische Vorträge über einzelne Schriften des Alten und Neuen Testaments. 1755 folgte er einem Ruf nach Stettin, wo er das Rektorat der dortigen Ratsschule mit der Rede de malo methodo, ingenia corrumpente discentium übernahm. Trotz widriger Umstände, die durch den damaligen Siebenjährigen Krieg hervorgerufen wurden, bewährte er sich in jener Position. 1760 ernannte man ihn an der Universität Bützow zum Professor der Theologie, woraufhin er 1761 mit der Schrift de peccato originali zum Doktor der Theologie promovierte. 1761–1765 war Zachariae Direktor des Herzoglichen Pädagogium der Friedrichs-Universität zu Bützow.
Seine weitreichenden Verdienste brachten ihm 1765 einen Ruf als ordentlicher Professor der Theologie an die Universität Göttingen ein. Hier stieg er in die zweite theologische Professur auf. 1775 wurde er zum Kirchenrat ernannt und übernahm damit die Professur der Theologie an der Universität Kiel. Seine Vorlesungen behandelten in jener Zeit die Harmonie der Evangelisten, die Psalmen, theologische Moral, Polemik, Hermeneutik, Dogmatik, Christologie des Alten Testaments und einige exegetische Vorlesungen, besonders über den Brief an die Römer.
Die ständige akademische Tätigkeit hinterließ körperliche Verfallsspuren, so dass er schließlich im siebenundvierzigsten Lebensjahr an einem Schlaganfall verstarb. Zuvor war er noch Dekan der theologischen Fakultät gewesen und Prorektor der Kieler Alma Mater.

## Wirken
Zachariae hat sich vor allem in der Nachwelt einen Namen gemacht als erster Verfasser einer biblischen Theologie. Das Werk, welches unter dem Titel Biblische Theologie oder Untersuchung des biblischen Grundes der vornehmsten theologischen Lehren in vier Teilen von 1771 bis 1775 erschien, wurde drei Mal neu aufgelegt und 1786 von Johann Karl Volborth um einen fünften Teil erweitert. Es ist aus der Tendenz der älteren Aufklärungstheologie entstanden, welche die Dogmatik durch das Zurückgehen auf die recht verstandene Bibel zu verbessern suchte. Dabei war diese Arbeit nicht ohne Vorgänger gewesen. 1757 hatte Anton Friedrich Büsching in seiner Epitome theologiae e solis sacris literis concinnatae et ab omnibus rebus et verbis scholasticis purgatae ein allein aus der Schrift entnommenes dogmatisches System aufgestellt. 1769 hatte Karl Friedrich Bahrdt, damals noch nicht auf seinem späteren radikalen Standpunkt stehend, den Versuch eines biblischen Systems der Dogmatik verfasst.
Zachariae dagegen formulierte seine Aufgabe etwas anders. Er wollte durch eine solide und eingehende exegetische Untersuchung des biblischen Materials, aus dem die Dogmatik aufgebaut wird, eine Vorarbeit zur Verbesserung der theologischen Lehrform liefern. Auch für ihn war also die biblische Theologie noch keine selbstständige historische Disziplin. Er untersuchte auch die religiöse Anschauungswelt der Bibel im Zusammenhang. Dabei unterschied er weniger die verschiedenen biblischen Lehrbegriffe, sondern behandelte diese nur dogmatisch wichtigen Bibelstellen. Er zeigte insofern geschichtlichen Sinn, als er eindringlich davor warnte, die hergebrachten dogmatischen Meinungen in die Schrift einzulesen, vielmehr sollte man alle erlernte Wahrheit gleichsam vergessen, um unparteiisch genug zu sein, bloß was die Schrift lehrt, für wahr zu erkennen und auszugeben.
Es führte ihn dazu, manchen Bibelstellen, die als dogmatische Beweisstellen gebraucht zu werden pflegten, diese Bedeutung abzusprechen. So entstand für ihn eine wahrhaft biblische Theologie nur, wenn man die biblischen Ausdrücke einfach übernimmt. Vielmehr betrachtete er den Zusammenhang, in dem eine Bibelstelle steht, woraus sich oft ergab, dass sie keine allgemeine Lehre aufstellen wolle. Vor allem aber gab er zu bedenken, das die Schrift zeitlich und örtlich bedingt sei und sich den Anschauungen ihrer Zeit anfügt. Deshalb war für ihn eine wahrhafte biblische Theologie die Aufgabe, das was die Bibel sagt, erst in unsere Sprache zu übersetzen. Dabei sind bildliche Ausdrücke (wie Opfer, die Bezeichnung Christi als eines Hohepriester oder die eschatologischen Aussagen der Schrift) durch eigentliche und vernünftige zu ersetzen.
Auch laufen nach Zachariaes Meinung oft eine Anzahl umständlicher biblischer Ausdrücke im Grunde auf einen einzigen leichtverständlichen Begriff hinaus. In der Erkenntnis der zeitlich und national bedingten Eigenart der Bibel und des Gelegenheitscharakters zahlreicher biblischer Schriften, zweigt sich wieder der historische Sinn Zachariaes. Jedoch seine Tendenz, die eigentliche Meinung der Schrift aus ihrer Zeitlichen Hülle herauszulösen und an die Stelle ihrer Bildsprache leicht verständlicher Ausdrücke zu setzen, führt zu einer modernistischen und verflachenden Umdeutung derselben. Die von Zachariae begründete Disziplin der neutestamentlichen Theologie haben nach ihm Johann Philipp Gabler, Christoph Ammon, Georg Lorenz Bauer und Gottlieb Philipp Christian Kaiser fortgesetzt.
Seiner theologischen Stellung nach war Zachariae Supranaturalist, der an den Hauptdogmen, an Offenbarung, Wunder, Erbsünde, Gottessohnschaft und Trinität festhielt. Mit seinem Rückgang auf die Bibel wollte er sicherlich zu einer Verbesserung der theologischen Lehrweise beitragen. Dennoch hielt er das Dogma keineswegs für wesentlich veränderungswürdig, wie seine 1773 erschienene Schrift Doctrinae christianae institutio zeigt. Trotz seiner konservativen Stellung zum Dogma war seine orthodoxe Frömmigkeit wie die so vieler Supranaturalisten der Aufklärungszeit, die von den der Rationalisten sich kaum unterscheiden. Glückseligmachende Moral war ihm ein Hauptanliegen in der Religion und im Christentum. Zachariaes Anschauungen stehen somit den Anschauungen von Johann August Ernesti, Johann Salomo Semler und Romanus Teller in seiner früheren Zeit, sehr nah. Dieselben Gedanken seiner biblischen Theologie enthalten auch seine nach englischem Muster verfassten verdeutlichende Umschreibung der Erklärungen der Psalmen, der Paulischen und anderer Briefe des Neuen Testaments.

## Werke
- Diss. (Praes. S. J. Baumgarten) de fraternitate Christiana. Halle 1750
- Commentatio de diebus atris ac faustis apud veteres. Halle 1752
- Diss. philos. de propagatione religionis armata. Halle 1752
- Diss. historica de propag. rel. arm. Halle 1752
- Diss. philol. de multis diis ita vocatis, ad I Corinth. VIII, 5. Halle 1753
- Diss. de verbis humarme sapientiae persuasoriis, ad I Corinth. II, 4. Halle 1753
- Diss. philol. ad illustrandum locum Actor. XVII, 26. Halle 1754
- Diss. de more veterum in locis editis colendi Deum. Halle 1754
- Progr. de caussis, cur peius culta sit ars poëtica, quam reliquae litterae. Stettin 1756
- Progr. vom Geschmack in den Wissenschaften. Stettin 1756
- Progr. vom Ursprung der Verschiedenheit der Fähigkeit der Menschen. Stettin 1756
- Diss. de externo prophetarum veteris Testamenti habitu. Stettin 1756
- Diss. Widerlegung der Gründe für die natürliche Gleichheit der Fähigkeit aller Menschen. Stettin 1757
- Betrachtung über Pred. I, 18; bey dem Tode des seel. S. J. Baumgarten. Stettin 1757
- Diss. Vindiciae argumentorum pro discrimine ingeniorum humanorum naturali. Stettin 1758
- Diss. Fortgesetzte Widerlegung der Gründe für die natürliche Gleichheit der Fähigkeiten. Stettin 1758
- Diss. Novae additiones ad vitas Jo. Garcei utriusque. Stettin 1759
- Abhandlung von den theologischen Beweisen. Berlin 1759
- Historische Nachrichten von der Raths- und Stadtschule zu alten Stettin und von den Lehrern derselben. Stettin 1760
- Theologische Erklärung der Herablassung Gottes zu den Menschen. Wismar 1760
- Progr. demonstrans contra Humium odium religiosum ex doctrina de unico Deo non oriri. Wismar 1760
- Abhandlung von dem rechten Gebrauch und Missbrauch des kleinen Katechismi Lutheri. Bützow 1761
- Progr. De Christo πςοτοτοχφ. Bützow 1761
- Progr. De Christo πςοτοτοχφ έχ υεχςωυ. Bützow 1762
- Progr. de Christo hominum fratre. Bützow 1762
- Progr. Fata praedictionum Christi de inslante resurrectione sua. Bützow 1763
- Diss. de falute infantum non baptizatorum. Bützow 1763
- Progr. de prudentia theologica circa tropum paediae. Göttingen 1765
- Epistola gratul. Senectus a Deo ipso honorata. Göttingen 1765
- Progr. de creatura gemebunda. Göttingen 1766
- Commentatio exegetica ad Roman. XIII, 23. Göttingen 1766
- Diss. de formula baptismali. Göttingen 1766
- Progr. de doni prophetici variis gradibus in Ecclesia Christiana. Göttingen 1767
- Diss. I. de usu dogmatico nominis filii Dei. Göttingen 1768
- Diss. Notio fidei biblica. Auct. et Resp. J. F. L. Schnobel. Göttingen 1768
- Paraphrastische Erklärung des Briefs an die Römer; zum Gebrauch der exegetischen Vorlesungen über diesen Brief. Göttingen 1768, 3.(eigentl., 2.) Auflage, Göttingen 1787
- Progr. de fide miraculosa, dono Spiritus Sancti extraordinario, commentatio. Göttingen 1769
- Paraphrastifche Erklärung der beyden Briefe an die Corinther; zum Gebrauch bey exegetiscben Vorlesungen über diese Briefe. Göttingen 1769, neu herausgegeben, und mit theologisch – philologischen Anmerkungen versehen von Job. Karl Volbort 2 Teile Göttingen 1784–1785
- Akademische Dankpredigt am 32sten Stiftungsfeste der königl, Georg Augustus – Universität. Göttingen 1769
- Diss. de quaestione: num decalogue sit omnium legum moralium corpus? Auct, et Resp. C. L. F. Trendelenburg. Göttingen 1769
- Paraphrastische Erklärung der Briefe Pauli an die Galater, Epheser, Philipper, Colosser und Thessalonicher. Göttingen 1770, 3. Aufl. Göttingen und Leipzig 1788
- Paraphrastische Erklärung der Briefe an die Hebräer. Göttingen und Kiel 1771, neu herausgegeben und mit Anmerkungen vermehrt v. E. F. K. Rosenmüller. Götting, und Leipzig 1793
- Entwurf einer fasslichen Glaubenslehre; zum Gebrauch bey catechetischen Uebungen auf Akademieen. Göttingen und Kiel 1771
- Biblische Theologie, oder Untersuchung des biblischen Grundes der vornehmsten theologischen Lehren. 1 Teil. Göttingen 1771; 2. Auflage, Göttingen 1775; 2. Teil. Göttingen 1772; 3 Teil. Göttingen 1774; 4. Teil Göttingen 1775; 3 Auflage 4 Teile. Göttingen und Leipzig 1786;  5. Teil ausgearbeitet von J. K. Volborth. Göttingen und Leipzig 1786
- Freye und erklärende Uebersetzung der Psalmen. Göttingen und Gotha 1773
- Doctrinae christianae institutio. Göttingen 1773 Editio secunda correction Göttingen 1782
- Progr, de Christo homine, filio Dei. Göttingen 1773
- Diss. de iustitia Dei. Göttingen 1773
- Kurze Erklärung der Paulinischen Briefe an den Timotheus, Titus und Philemon, zum Gebrauch academischer Vorlesungen über diese Briefe. Göttingen 1774
- Progr. de divina ad humana ingenia in verae religionis introduction ... Göttingen 1774
- Progr. de morte Christi solemniter asserta Joh. XIX, 35. Göttingen 1774
- Christliche Religionsgeschichte und Lehre zum Unterricht vernünftig zu erziehender Kinder. Göttingen 1775, 2. Auflage, Göttingen 1778
- Kurze Erklärung der Briefe Jacobi, Petri, Judas und Johannis, zum Gebrauch bey akademischen Vorlesungen. Göttingen 1776
- Philosophisch – theologische Abhandlungen, als Beylagen zur biblischen Theologie zu gebrauchen. Gesammelt nach Genehmigung des hochwürd. Hrn. Verfassers, durchgesehn, mit Vorrede und Anmerkungen herausgegeben von Christi. Gottli. Perschke. Lemgo 1776
- Einleitung in die Auslegungskunft der heil. Schrift (herausg. von M. J. C. W. Diederichs, mit einer Vorrede, Berichtigungen und Anmerkungen). Göttingen 1779, 2. Aufl. Göttingen 1787